# Masafumi Hara
Masafumi Hara (japonsko 原 正文), japonski nogometaš, * 21. december 1943.
Za japonsko reprezentanco je odigral 5 uradnih tekem.